# Bassin de Neptune
Le bassin de Neptune est un bassin artificiel situé dans le parc du château de Versailles et nommé d'après le dieu romain Neptune.
Il se situe dans l'alignement de l'allée d'Eau et du bassin du Dragon, à l'extrémité septentrionale d'un axe sud-nord englobant la  pièce d'eau des Suisses, l'Orangerie et les Parterres d'eau.  
Il fut construit entre 1679 et 1681 sous la direction de Le Nôtre et nommé alors pièce d'eau sous le Dragon.  Sous le règne de Louis XV, le bassin fut modifié. En 1736, Ange-Jacques Gabriel en changea un peu le tracé et en 1740, 3 groupes de sculptures en plomb furent installées : Neptune et Amphitrite (son épouse divine) de Nicolas Sébastien Adam et Lambert Sigisbert Adam, Le Dieu Océan de Jean-Baptiste Lemoyne, et Protée par Edmé Bouchardon.  Le nouveau bassin proposait alors d'importants et variés jeux d'eau, suscitant l'admiration de la Cour.

## Description

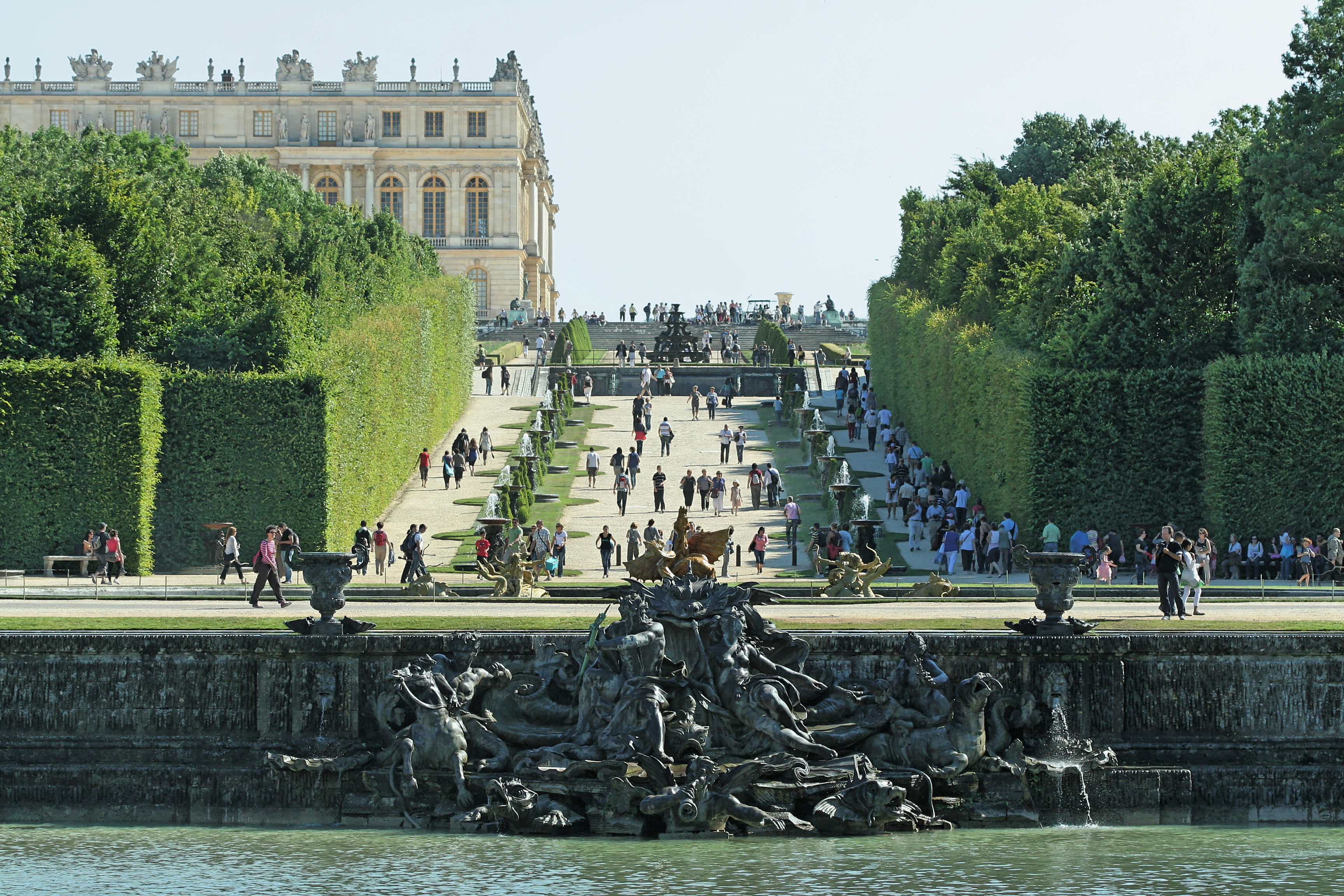
Groupe sculpté central : Le Triomphe de Neptune et d'Amphitrite, plomb de Lambert Sigisbert Adam, 1736-1740.

Le bassin de Neptune est composé de 33 fontaines sur deux hauteurs :
- 99 jets d'eau[1]
- 22 fontaines sur une terrasse (sur potiches),
- 5 fontaines murales (statues du royaume de Neptune),
- 6 fontaines sur le plan d'eau inférieur (6 jets d'une vingtaine de mètres).
- En arrière de la partie engazonnée, dans la demi-lune arborée, on trouve trois statues : Bérénice par François Lespingola, Faustine par Nicolas Frémery et La Renommée du Roi par Domenico Guidi.

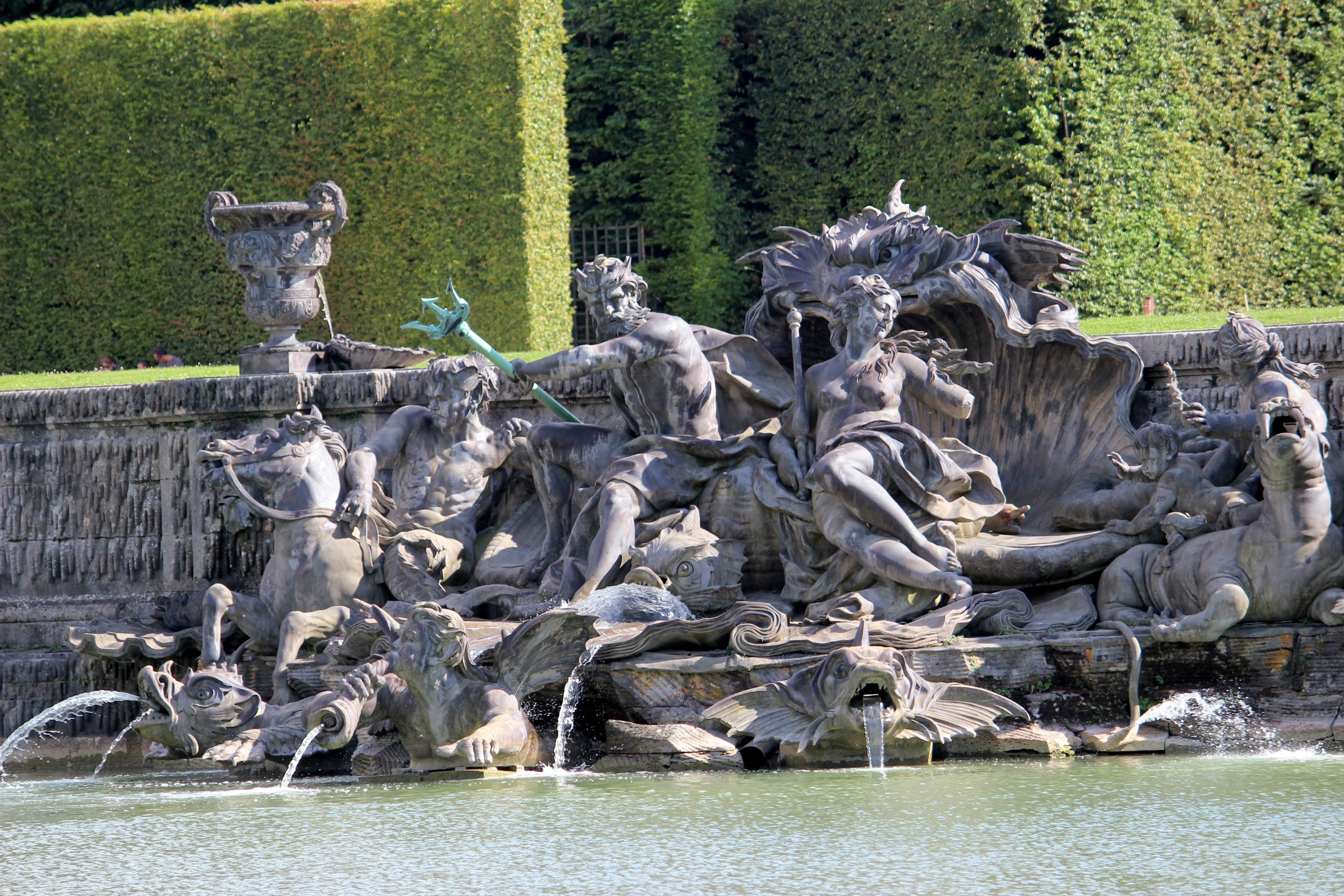
Neptune tenant le trident et son épouse mythologique Amphitrite au centre.

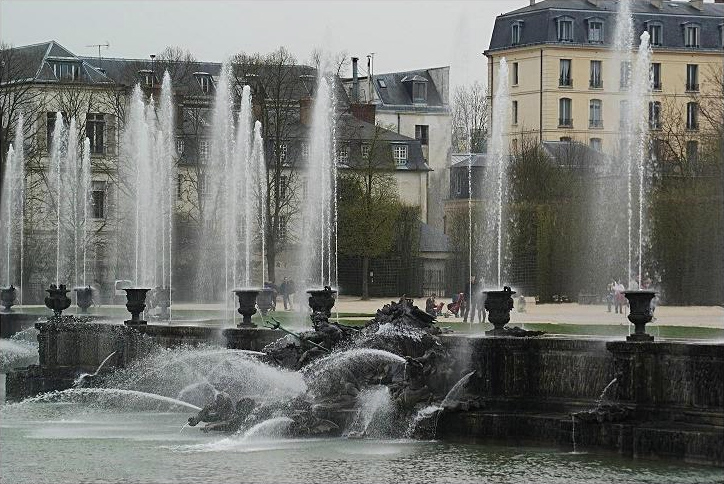
Bassin de Neptune.